# Hammarlöv
Hammarlöv is een plaats in de gemeente Trelleborg in het Zweedse landschap Skåne en de provincie Skåne län. De plaats heeft 64 inwoners (2005) en een oppervlakte van 10 hectare. Hammarlöv ligt op de vlakte Söderslätt en wordt zo goed als geheel omringd door akkers. In de plaats staat de kerk Hammarslövs kyrka, de oudste delen van deze kerk stammen uit de 12de eeuw en de kerk heeft een ronde kerktoren. De stad Trelleborg ligt zo'n vijf kilometer ten zuiden van het dorp.